# Международный совет военного спорта
Международный совет военного спорта или International Military Sports Council (IMSC) или Conseil International du Sport Militaire (CISM) — одна из крупнейших междисциплинарных спортивных организаций в мире.

## История
Основана 18 февраля 1948 года, первыми странами-участниками были Бельгия, Дания, Франция, Люксембург и Нидерланды. В настоящее время считается[кем?] самой влиятельной спортивной организацией в мире после Международного олимпийского комитета, имеет 135 членов и является организатором важнейших международных спортивных мероприятий включая Всемирные военные игры, Чемпионат мира среди военнослужащих и Кубок мира по футболу среди военнослужащих.
Верховным руководящим органом является генеральная ассамблея, в которую входят по три представителя от каждой армии. Ассамблея созывается ежегодно. Текущей работой фактически руководит исполнительный комитет в составе президента, вице-президента, генерального секретаря и двух членов. Заседания исполкома проводятся два раза в год. Основной исполнительный орган — генеральный секретариат — располагается в Брюсселе.
Совет военного спорта объединяет военнослужащих из 140 стран.
Россия вступила в Международный совет военного спорта в ходе Генеральной ассамблеи, прошедшей в 1991 году в Танзании.
Действующий президент Международного совета военного спорта (CISM) с 2023 года — полковник Вооруженных сил Бразилии Ролим Гомес.